# Cicerbita filicina
Cicerbita filicina là một loài thực vật có hoa trong họ Cúc. Loài này được (Duthie ex Stebbins) Aswal & Goel mô tả khoa học đầu tiên năm 1988.